# Alvin Tehau
Alvin Tehau (1989. április 10. –) tahiti labdarúgó, aki jelenleg az AS Tefana támadója és a tahiti labdarúgó-válogatott tagja. Ikertestvére Lorenzo Tehau, testvére Jonathan Tehau és unokatestvére Teaonui Tehau, akik szintén a tahiti labdarúgó-válogatott tagjai.

## Pályafutása

### Klub
2009-ben debütált a AS Tefana csapatában, ahol nyert két bajnoki címet és két Francia Polinézia kupát. 2011-ben Indonéziába igazolt az Atjeh United klubjába, de még ebben az évben Európába igazolt a belga FC Bleid-Gaume csapatába. 2012-ben visszatért az AS Tefana csapatába.

### Válogatott
A 2009-es U20-as labdarúgó-világbajnokságon szereplő válogatott tagja volt. A 2012-es OFC-nemzetek kupája kontinens tornáján is a válogatott tagja volt és a Szamoai labdarúgó-válogatottnak két gólt lőtt, majd az Új-kaledóniai labdarúgó-válogatottnak és a Vanuatui labdarúgó-válogatottjának is lőtt 1-1 gólt. A tornát első alkalommal nyerték meg Tahiti történelmében.
A Coupe de l'Outre-Meren két gólt lőtt Martinique-i labdarúgó-válogatottjának, akik később a döntőbe jutottak, de azt elveszítették. A 2013-as konföderációs kupára utazó válogatott keret tagja volt, ahol a B csoportban az utolsó helyen végeztek.

## Sikerei, díjai

### Klub
- Tahiti bajnokság
  - bajnok: 2010, 2011
- Tahiti kupa
  - győztes: 2010, 2011

### Válogatott
- OFC-bajnokok ligája
  - döntős: 2011–12
- OFC-nemzetek kupája
  - győztes: 2012

## Statisztika

### Válogatott
| Tahiti   | Tahiti | Tahiti |
| Year     | Apps   | Goals  |
| -------- | ------ | ------ |
| 2010     | 3      | 0      |
| 2011     | 0      | 0      |
| 2012     | 13     | 6      |
| Összesen | 16     | 6      |

Góljai a válogatottban
|   | Időpont              | Helyszín                                        | Ellenfél     | Gólok | Eredmény | Kiírás                       |
| - | -------------------- | ----------------------------------------------- | ------------ | ----- | -------- | ---------------------------- |
| 1 | 2012. június 1.      | Lawson Tama Stadium, Honiara                    | Szamoa       | 3–0   | 10–1     | 2012-es OFC-nemzetek kupája  |
| 2 | 2012. június 1.      | Lawson Tama Stadium, Honiara                    | Szamoa       | 4–0   | 10–1     | 2012-es OFC-nemzetek kupája  |
| 3 | 2012. június 3.      | Lawson Tama Stadium, Honiara                    | Új-Kaledónia | 1–0   | 4–3      | 2012-es OFC-nemzetek kupája  |
| 4 | 2012. június 5.      | Lawson Tama Stadium, Honiara                    | Vanuatu      | 3–0   | 4–1      | 2012-es OFC-nemzetek kupája  |
| 5 | 2012. szeptember 24. | Complexe Sportif Léo Lagrange, Corbeil-Essonnes | Martinique   | 1–1   | 3–2      | 2012-es Coupe de l'Outre-Mer |
| 6 | 2012. szeptember 24. | Complexe Sportif Léo Lagrange, Corbeil-Essonnes | Martinique   | 3–1   | 3–2      | 2012-es Coupe de l'Outre-Mer |